# Barion Ω
Barion Ω [barión omega] je vrsta bariona, ki ima samo enega predstavnika (glej dekuplet). V njegovo sestavo ne vstopata kvarka u  in d. V osnovni obliki {\displaystyle \Omega ^{-}\,} je sestavljen iz treh kvarkov s, ki imajo različne barve (rdečo, zeleno in modro). Po Paulijevem izključitvenem načelu trije kvarki (fermioni) ne bi mogli biti v istih kvantnih stanjih, če v tem primeru ne bi vpeljali barvnega naboja, ki jih med seboj ločuje.
Prvi je bil odkrit barion {\displaystyle \Omega ^{-}\,} v letu 1964. Razen njega so odkrili še barion {\displaystyle \Omega _{c}^{0}\,}, v katerem je kvark s zamenjan s kvarkom c. Vsi omega barioni imajo izospin enak 0.

## Seznam barionov Ω
V preglednici so podane lastnosti bariona {\displaystyle \Omega ^{-}\,}, dodane pa so še lastnosti barionov, kjer sta eden ali dva ali vsi trije kvarki zamenjani s kvarkom druge vrste.
| delec                               | oznaka                               | kvarki                | mirovna masa (MeV/c2) | JP   | q  | S  | C  | B  | srednji življenjski čas (s) | razpad                                                |
| ----------------------------------- | ------------------------------------ | --------------------- | --------------------- | ---- | -- | -- | -- | -- | --------------------------- | ----------------------------------------------------- |
| Omega                               | {\displaystyle \Omega ^{-}\,}        | {\displaystyle sss\,} | 1672,45±0,29          | 3⁄2+ | −1 | −3 | 0  | 0  | 8,21±0,11.10−11             | Λ0 + K- ali Ξ0 + π- ali Ξ- + π0                       |
| omega (Ω) s čarom                   | {\displaystyle \Omega _{c}^{0}\,}    | {\displaystyle ssc\,} | 2697,5±2,6            | 1⁄2+ | 0  | −2 | +1 | 0  | 6,9±1,2.10−14               | Glej načine razpada {\displaystyle \Omega _{c}^{0}\,} |
| omega (Ω) z dnom                    | {\displaystyle \Omega _{b}^{-}\,}    | {\displaystyle ssb\,} | 6054,4±6,8            | 1⁄2+ | −1 | −2 | 0  | −1 | 1,13±0,53.10−12             | Ω- + J/ψ (opaženo)                                    |
| omega (Ω) z dvojnim čarom †         | {\displaystyle \Omega _{cc}^{+}\,}   | {\displaystyle scc\,} |                       | 1⁄2+ | +1 | −1 | +2 | 0  |                             |                                                       |
| omega (Ω) s čarom in dnom †         | {\displaystyle \Omega _{cb}^{0}\,}   | {\displaystyle scb\,} |                       | 1⁄2+ | 0  | −1 | −1 | −1 |                             |                                                       |
| omega (Ω) z dvojnim dnom †          | {\displaystyle \Omega _{b}^{-}b\,}   | {\displaystyle sbb\,} |                       | 1⁄2+ | −1 | −1 | 0  | −2 |                             |                                                       |
| omega (Ω) s trojnim čarom †         | {\displaystyle \Omega _{ccc}^{++}\,} | {\displaystyle ccc\,} |                       | 3⁄2+ | +2 | 0  | +3 | 0  |                             |                                                       |
| omega (Ω) z dvojnim čarom in dnom † | {\displaystyle \Omega _{ccb}^{+}\,}  | {\displaystyle ccb\,} |                       | 1⁄2+ | +1 | 0  | +2 | −1 |                             |                                                       |
| omega (Ω) s čarom in dvojnim dnom † | {\displaystyle \Omega _{cbb}^{+}\,}  | {\displaystyle cbb\,} |                       | 1⁄2+ | 0  | 0  | +1 | −2 |                             |                                                       |
| omega (Ω) s trojnim dnom †          | {\displaystyle \Omega _{bbb}^{-}\,}  | {\displaystyle bbb\,} |                       | 3⁄2+ | −1 | 0  | 0  | −3 |                             |                                                       |

† Delec še ni bil opažen.